# Echte Kugelblume
Die Echte Kugelblume (Globularia bisnagarica, Syn: Globularia punctata), auch Gewöhnliche Kugelblume, Gemeine Kugelblume und Hochstiel-Kugelblume genannt, ist eine Pflanzenart, die zur Gattung der Kugelblumen (Globularia) innerhalb der Familie der Wegerichgewächse (Plantaginaceae) gehört. Sie kommt hauptsächlich im südlichen West- und Mitteleuropa vor.

## Beschreibung

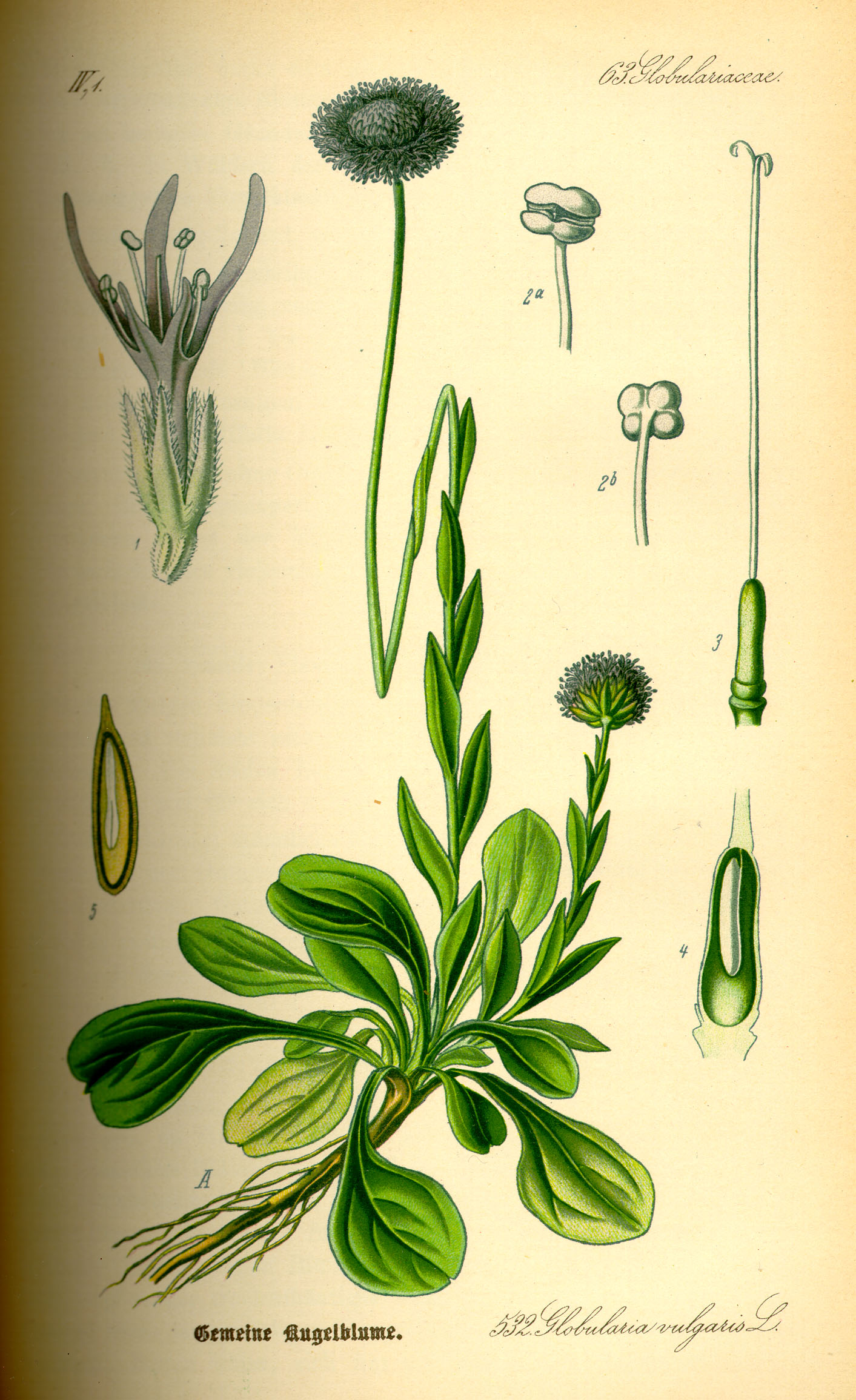
Echte Kugelblume, Illustration

Die Echte Kugelblume wächst als überwinternd, grüne ausdauernde krautige Pflanze. Der aufrechte, bis zum Blütenstand beblätterte Stängel ist 5 bis 25, selten bis zu 40 Zentimeter hoch und verlängert sich nach der Blütezeit bis auf 60 Zentimeter.
Die Laubblätter stehen in grundständigen Rosetten und wechselständig am Stängel verteilt. Die lang gestielten Grundblätter besitzen eine ledrige Blattspreite, die spatelig und am oberen Ende oft ausgerandet, kurz dreizähnig oder manchmal abgerundet ist. Die sitzenden Stängelblätter sind lanzettlich und zugespitzt.
Die Blütezeit liegt hauptsächlich am Anfang des Vollfrühlings und reicht von April bis Juli. Die bei einem Durchmesser von 1 bis 1,5, selten bis zu 2 Zentimeter köpfchenförmigen Blütenstände enthalten viele Blüten. Die blau-violetten Blüten sind 6 bis 8 mm lang.
Die Chromosomenzahl beträgt 2n = 16.

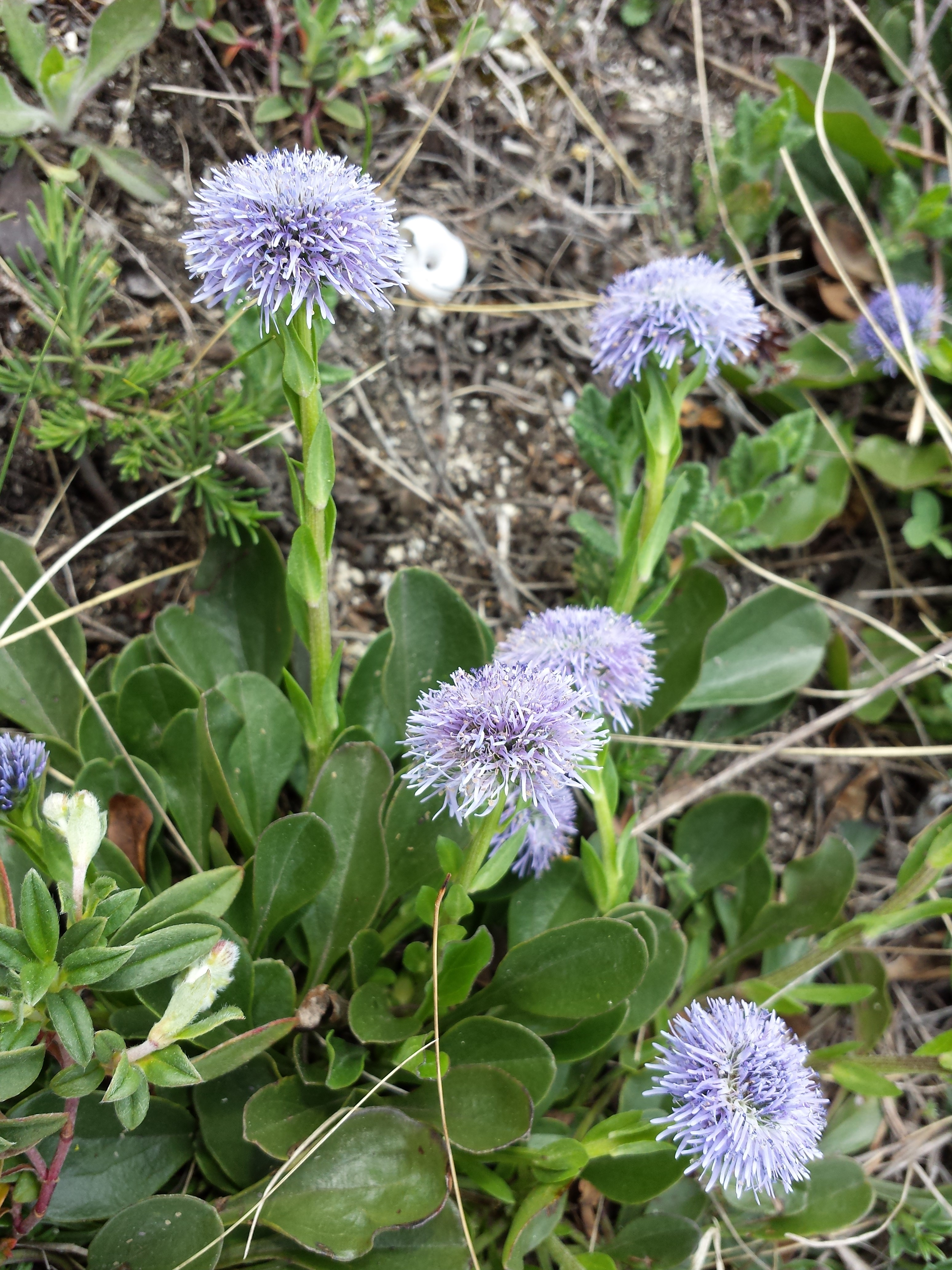
Echte Kugelblume (Globularia bisnagarica)

## Vorkommen und Gefährdung
Die Echte Kugelblume ist ein submediterran-mediterranes Florenelement. Sie hat Vorkommen in den Ländern Spanien, Frankreich, Belgien, Deutschland, Italien, in der Schweiz, in Österreich, Tschechien, Slowakei, Ungarn, in Slowenien, Kroatien, Serbien, Albanien, Griechenland, Bulgarien, Rumänien, im europäischen Russland und im europäischen Teil der Türkei.
Die Echte Kugelblume wächst auf kalkreichen, flachgründig-steinigen, Lehm- oder Lößböden. Sie besiedelt Halbtrockenrasen und lichte Trockengebüsche. Sie ist in Mitteleuropa eine Charakterart des Verbands Xerobromion.
Sie kommt in Mitteleuropa vor in Sachsen-Anhalt, Eifel, nördliche Pfalz, Kaiserstuhl, südlicher Oberrhein und Hochrhein, Schwäbisch-Fränkischer Jura, Alpenvorland, Föhntäler der Nördlichen Kalkalpen, östliches und südliches Österreich. Insgesamt ist sie selten, bildet aber lockere, mäßig individuenreiche Bestände.
Zeigerwerte nach Ellenberg sind: Lichtpflanze (L8), Mäßigwärme- bis Wärmezeiger (T6), subozeanisch bis subkontinental (K5), Trocknis- bis Starktrockniszeiger (F2), Basen- und Kalkzeiger (R9), stickstoffarme bis -ärmste Standorte anzeigend (N2), nicht salzertragend (S0).
In der Rote Liste der gefährdeten Arten in Deutschland von 1996 wird Globularia bisnagarica als 3+ bewertet, dies bedeutet gefährdet. Sie ist nach der Bundes-Artenschutzverordnung besonders geschützt.
In der Schweiz ist Globularia bisnagarica in den Kantonen Aargau sowie Genf vollkommen geschützt.

## Taxonomie
Die Erstbeschreibung von Globularia bisnagarica erfolgte 1753 durch Carl von Linné in Species Plantarum, ed. 1, S. 96. Synonyme für Globularia bisnagarica L. sind: Globularia punctata Lapeyr., Globularia aphyllanthes auct. non Crantz,  Globularia elongata Hegetschw., Globularia vulgaris auct. non L. s. str., Globularia willkommii C.F.Nyman.

## Ökologie
Die Echte Kugelblume ist ein Hemikryptophyt.
Es erfolgt Insektenbestäubung oder Selbstbestäubung.
Die Echte Kugelblume wird vom Rostpilz Puccinia globulariae mit Telien befallen.

Strukturformel des Globularins

## Giftigkeit
Alle Pflanzenteile sind giftig. Hauptwirkstoff ist das bitterschmeckende Globularin.
Vergiftungserscheinungen: Globularin erzeugt beim Menschen Erbrechen, Koliken, Durchfall, Schwindel und Kollapserscheinungen. Über die toxische Dosis schwanken die Angaben.